# Superkubok Rossii 2022
La Supercoppa di Russia 2022 (ufficialmente in russo 2022 Российский Суперкубок?, Superkubok Rossii 2022) è stata la ventesima edizione della Supercoppa di Russia.
Si è svolta il 9 luglio 2022 alla Gazprom Arena di San Pietroburgo tra lo Zenit San Pietroburgo, vincitore della Prem'er-Liga 2021-2022, e lo Spartak Mosca, vincitore della Coppa di Russia 2021-2022. Lo Zenit San Pietroburgo ha conquistato il trofeo per la settima volta nella sua storia, la terza consecutiva, vincendo per 4-0 contro lo Spartak Mosca.

## Le squadre
| Squadre               | Qualificazione                          | Partecipazioni precedenti (il grassetto indica la vittoria) |
| --------------------- | --------------------------------------- | ----------------------------------------------------------- |
| Zenit San Pietroburgo | Vincitore della Prem'er-Liga 2021-2022  | 9 (2008, 2011, 2012, 2013, 2015, 2016, 2019, 2020, 2021)    |
| Spartak Mosca         | Vincitrice della Kubok Rossii 2021-2022 | 4 (2004, 2006, 2007, 2017)                                  |

## Tabellino
| Arbitro: | Vladimir Moskalëv (Voronež) |

|                                                   |           |  |
| Sergeev 29’ Malcom 34’ Wendel 47’ Cassierra 90+3’ | Marcatori |  |